# الكأس الأفروآسيوية للأندية 1993
الكأس الأفروآسيوية للأندية هي النسخة السادسة من الكأس الأفروآسيوية وأقيمت بين الوداد الرياضي المغربي وباس طهران الإيراني.

## الفرق المشاركة
| الفريق         | طريقة التأهل                        | حضور سابق |
| -------------- | ----------------------------------- | --------- |
| الوداد الرياضي | بطل كأس أفريقيا للأندية البطلة 1992 | 0         |
| باس طهران      | بطل بطولة الأندية الآسيوية 1992–93  | 0         |

## المباريات

### الذهاب
| باس طهران | 0–0 | الوداد الرياضي |
| --------- | --- | -------------- |
|           |     |                |

### الإياب
| الوداد الرياضي | 2–0 | باس طهران |
| -------------- | --- | --------- |
|                |     |           |

## البطل
| الكأس الأفروآسيوية للأندية 1993 الوداد الرياضي أول لقب |